# Jack McInerney
John Seamus "Jack" McInerney (Chattanooga, 5 augustus 1992) is een Amerikaans betaald voetballer. In 2014 verruilde hij Philadelphia Union voor Montreal Impact uit de Major League Soccer.

## Clubcarrière
McInerney werd als 7e geselecteerd in de 2010 MLS SuperDraft door Philadelphia Union. Hij maakte zijn debuut op 25 maart 2010 tegen Seattle Sounders. Z'n eerste goal scoorde hij op 1 mei 2010 tegen Los Angeles Galaxy. McInerney heeft zich sindsdien al op een jonge leeftijd weten te ontwikkelen tot een productieve spits wat hem in Amerika zelfs de bijnaam Amerikaanse Chicharito opleverde. Een referentie naar de Mexicaanse spits Javier Hernández van Manchester United wiens bijnaam Chicharito is. Op 4 april 2014 werd hij naar het Canadese Montreal Impact gestuurd inruil voor Andrew Wenger. In zijn debuutwedstrijd op 12 april 2014 tegen Chicago Fire maakte hij ook direct zijn eerste doelpunt.

## Interlandcarrière
McInerney was lid van verschillende nationale jeugdselecties van de VS. Hij representeerde Amerika onder andere bij de -15, -17 en -20 teams. Na een productief begin van 2013 in Major League Soccer werd McInerney door Jürgen Klinsmann opgeroepen voor het Amerikaanse nationale elftal dat in de Gold Cup zal spelen.